# 264061 Vitebsk
264061 Vitebsk è un asteroide della fascia principale. Scoperto nel 2009, presenta un'orbita caratterizzata da un semiasse maggiore pari a 3,4373535 UA e da un'eccentricità di 0,0597917, inclinata di 13,79307° rispetto all'eclittica.
L'asteroide è dedicato alla città bielorussa di Vicebsk.